# Nikifor (Nikolski)
Nikifor, imię świeckie: Nikołaj Pietrowicz Nikolski (ur. 29 stycznia?/10 lutego 1861, zm. 9 lutego 1942 w Wyksie) – rosyjski biskup prawosławny.

## Życiorys
Wykształcenie teologiczne zdobył w Petersburskiej Akademii Duchownej, gdzie w 1886 obronił dysertację kandydacką. Po ukończeniu studiów został katechetą w gimnazjum, a następnie w liceum klasycznym w Wyborgu. W 1887 został wyświęcony na kapłana. Służył w soborze Przemienienia Pańskiego w Wyborgu, kontynuował pracę katechety, zaś od 1888 był także członkiem zarządu duchownego eparchii fińskiej i wyborskiej. W 1916 przeniósł się do Kurska, gdzie był nadzorcą szkoły duchownej, a w latach 1918–1931 służył w miejscowych cerkwiach, jako protoprezbiter.
Chirotonię biskupią przyjął 8 czerwca 1931 z rąk zastępcy locum tenens Patriarchatu Moskiewskiego metropolity Sergiusza i innych hierarchów. Został biskupem wołokołamskim, wikariuszem eparchii moskiewskiej. We wrześniu tego samego roku został przeniesiony do eparchii kalinińskiej, jako jej wikariusz z tytułem biskupa kimrskiego. W 1933 mianowany ordynariuszem eparchii archangielskiej. W 1936 otrzymał godność arcybiskupią. Został przeniesiony na katedrę kalinińską po tym, gdy władze odmówiły zgody na prowadzenie działalności duszpasterskiej dotychczasowemu arcybiskupowi twerskiemu Tadeuszowi. W grudniu 1937 został w Kimrach aresztowany przez NKWD i skazany na dziesięć lat łagru. W niektórych źródłach zawarto błędną informację, jakoby zmarł pięć lat później w obozie. W rzeczywistości duchowny zmarł i został pochowany w Wyksie (gdzie żył razem z urodzoną przed złożeniem przezeń ślubów mniszych córką), zaś przyczyną śmierci była choroba żołądka.